# Maestro de armas
Maestro de armas es un oficio de la casa real. 
El maestro de armas era una persona diestra en el manejo de las armas que lo enseñaba a los miembros de la casa real, eminentemente los jóvenes varones. El objetivo era enseñar el manejo de las armas, para hacer más entendida y diestra la persona, para que supiera manejar la espada cuando el caso lo ofreciera o cualquier otra arma diferenciada que a le viniera a la mano. También enseñaba los tiempos y términos que deben conocerse para gobernar las armas y aprovecharse de ellas. 